# Forrest J. Ackerman
Forrest James Ackerman (Los Angeles, 24 novembre 1916 – Los Angeles, 4 dicembre 2008) è stato uno scrittore di fantascienza, curatore editoriale, giornalista e agente letterario statunitense, noto per essere stato uno dei fondatori del fandom di fantascienza, un esperto di cinema di fantascienza, Cinema dell'orrore Cinema fantastico e un avido collezionista di libri e memorabilia dei film di genere.

## Biografia
Durante la sua carriera di agente letterario, Ackerman ha rappresentato autori di fantascienza di primo piano quali Ray Bradbury, Isaac Asimov, A. E. van Vogt, Curt Siodmak ed L. Ron Hubbard. Per molti decenni è stata una delle figure di spicco del fandom internazionale della fantascienza, promuovendo il genere anche al di fuori degli Stati Uniti.
Ackerman è stato il direttore e principale redattore della rivista di cinema Famous Monsters of Filmland ed è apparso in vari film, principalmente come attore.
Famoso per i suoi giochi di parole e neologismi, ha coniato la popolare abbreviazione sci-fi per definire il genere fantascientifico.
Ackerman era anche un appassionato cultore della lingua esperanto, che parlava fluidamente.
Ackerman lavorò anche come attore, facendo alcune partecipazioni in cortometraggi, film TV e telefilm.

## Filmografia parziale
- Viaggiatori del tempo (The Time Travelers), regia di Ib Melchior (1964)